# Limnocnida
Limnocnida (лат.) — род медуз из семейства Olindiidae отряда лимномедуз, один из двух родов пресноводных медуз. Представители рода распространены в Индии и Африке.
На стадии полипа имеет размер 0,1—0,5 мм, медуза в диаметре 15—20 мм.
Отличительные признаки рода: манубриум широкий и короткий, ротовое отверстие округлое, без лопастей, гонады развиваются на манубриуме.
На март 2019 года в род включают 5 видов:
- Limnocnida biharensis Firoz-Ahmad, Sen, Mishra & Bharti, 1986
- Limnocnida congoensis Bouillon, 1959
- Limnocnida indica Annandale, 1912
- Limnocnida nepalensis Dumont, 1976
- Limnocnida tanganjicae Günther, 1893typus [syn.  Limnocnida cymodocea Jordaan, 1934], [syn.  Limnocnida rhodesia Boulenger, 1912]